# Smarididae
Smarididae zijn  een familie van mijten. Bij de familie zijn 40 geslachten met circa 55 soorten ingedeeld.